# Mavambo/Kusile/Dawn
Mavambo/Kusile/Dawn es una organización política zimbabuense fundada por Simba Makoni, Kudzai Mbudzi e Ibbo Mandaza en 2008 como un desprendimiento de la Unión Nacional Africana de Zimbabue - Frente Patriótico, dirigida por Robert Mugabe.
La organización la candidatura de Makoni en las elecciones presidenciales de 2008, en las que se posicionó en tercer lugar. Presentó también algunas candidaturas senatoriales, pero ninguno de sus candidatos, entre los que destacan: Fay Chung, Margaret Dongo, Ibbo Mandaza, Kudzai Mbudzi y Edgar Tekere, fue elegido.
Desde las elecciones presidenciales, Makoni ha manifestado varias veces su intención de convertir Muvambo/Kusile/Dawn en un partido político formal. El 22 de julio de 2008, el comité de gestión nacional de la formación se reunió y acordó finalizar la transformación del proyecto en un partido político, que se conocería como la Alianza Nacional para la Democracia. En 2009, los líderes de la organización anunciaron que había sucedido una lucha de poder y que Makoni fue expulsado.